# Marcela Said
 (octobre 2022).
Si vous disposez d'ouvrages ou d'articles de référence ou si vous connaissez des sites web de qualité traitant du thème abordé ici, merci de compléter l'article en donnant les références utiles à sa vérifiabilité et en les liant à la section « Notes et références ».
Marcela Said, née en mars 1972 à Santiago du Chili, est une réalisatrice chilienne.

## Biographie
Marcela Said est une réalisatrice et scénariste franco-chilienne. Diplômée de l'Université catholique (Chili), elle est également titulaire d'un master en médias et langues de La Sorbonne. Après quatre films documentaires politiques, dont El Mocito, présenté au Forum de la Berlinale en 2011, elle réalise son premier long métrage L'été des poissons volants, présenté en avant-première à la Quinzaine des réalisateurs en 2013. Los Perros, son deuxième long métrage, est sélectionné à la Semaine de la critique de Cannes en 2017. Los Perros a remporté de nombreux prix, notamment "Horizontes Latinos" à Saint-Sébastien, le prix du jury à Biarritz, le meilleur film à Calcutta, le meilleur scénario au Caire, et était en lice pour le prix Goya. 
Marcela Said écrit son troisième long métrage avec Gonzalo Maza The Hunt for the Puma. Elle a également réalisé deux épisodes de Narcos México (2019), Lupin (2021) et Gangs of London (2022).

## Filmographie

### Longs métrages
- 2001 : I Love Pinochet (documentaire)
- 2006 : Opus Dei, una cruzada silenciosa (documentaire)
- 2011 : El mocito (documentaire)
- 2013 : L'Été des poissons volants (El verano de los peces voladores)
- 2017 : Mariana (Los Perros)

### Télévision
- 1998 : L'Ecume des villes : Valparaiso (série télévisée documentaire)
- 2020 : Narcos : Mexico, saison 2, épisode 4 The Big Dig, et épisode 5 AFO (série télévisée)
- 2021 : Lupin, saison 1, épisodes 4 et 5 (série télévisée)
- 2022 : Gangs of London, saison 2, épisodes 3 et 4 (série télévisée)
- 2024 : Ourika

## Distinctions

### Récompenses
- Festival de La Havane 2013 : Grand Coral du premier film pour L'Eté des poissons volants
- Festival de RiverRun 2014 : Prix Peter Brunette de la mise en scène pour L'Eté des poissons volants
- Berlinale 2015 : Prix Arte International pour le projet Mariana (Los Perros)
- Festival international du film de Saint-Sébastien 2017 : Prix du meilleur film de la section Horizontes latinos pour Mariana (Los Perros)[1]
- Festival Biarritz Amérique latine 2017 : Prix du jury pour Mariana (Los Perros)[2]
- Festival du Caire 2017 : Prix Naguib Mahfouz du scénario pour Mariana (Los Perros)
- Festival de Munich 2017 : Mention honorable du Prix CineVision pour Mariana (Los Perros)

### Sélections
- 52e Quinzaine des Réalisateurs durant le Festival de Cannes 2013 pour L'Eté des poissons volants
- 56e Semaine de la Critique durant le Festival de Cannes 2017 pour Mariana (Los Perros)